# Jamestown (Californie)
Pour les articles homonymes, voir Jamestown.
Jamestown est une census-designated place du comté de Tuolumne en Californie, ancienne ville de la ruée vers l’or en Californie.
La population était de 3 433 habitants en 2010.

## Historique
De l'or y a été découvert en 1848, et la ville a été fondée peu de temps après par le Colonel George James.

## Démographie
| 2000  | 2010  | - | - | - | - |
| ----- | ----- | - | - | - | - |
| 3 017 | 3 433 | - | - | - | - |